# Lidingö SS
Lidingö Segelsällskap, båtklubb på Lidingö, Stockholm. Officiellt stiftad 1935. 1999 hade klubben 450 medlemmar (210 segelbåtar och 80 motorbåtar). Den anordnar årligen segeltävlingarna Lidingö Runt (försommar) och Runt Lidingö (sensommar).